# Monomontia cristiceps
Monomontia cristiceps is een hooiwagen uit de familie Triaenonychidae.